# روبرت غاريت (منافس ألعاب قوى)
روبرت غاريت (بالإنجليزية: Robert Garrett)‏ هو منافس ألعاب قوى أمريكي، ولد في 24 يونيو 1875 في مقاطعة بالتيمور في الولايات المتحدة، وتوفي في 25 أبريل 1961 في بالتيمور في الولايات المتحدة.

## وصلات خارجية
- روبرت غاريت على موقع أوليمبيديا (الإنجليزية)